# Pale (Tanzania)
Pale è una circoscrizione rurale (rural ward) della Tanzania situata nel distretto di Kaskazini A, regione di Zanzibar Nord. Conta una popolazione di 1 216 abitanti (censimento 2012).